# 半人馬座V788
半人馬座V788，又名CD-43 7502，HD 105509、SAO 223241、HR 4624，是半人馬座的一颗恒星，视星等为5.75，位于銀經294.96，銀緯17.89，其B1900.0坐标为赤經12h 3m 43.3s，赤緯-43° 17.89′ 5″。